# Мурен (річка)
Мурен (також Делгер-Мурен, монг. Дэлгэрмөрөн) — річка в Монголії, яка при злитті з Ідером утворює річку Селенгу — найбільшу річку басейну озера Байкал, на яку припадає половина річкової води, що впадає в озеро. На невеликому проміжку Мурен утворює кордон між Монголією та Республікою Тива (Російська Федерація).

## Основні характеристики
Довжина Мурену 445 км, площа басейну 27,6 тис. км². Річка починається на схилах хребта Улан-Тайга, в долині одного з гірських озер на південь від найвищої гори Алтан-Хухій-Уул висотою 3352 м. Тече переважно у глибокій (150–300 м) долині. Середня витрата води в гирлі 33 33 м³/с; Максимальний стік у червні, замерзає на 128–175 днів, використовується для водопостачання міста Мурен.

## Фауна
У річці водяться риби родини лососевих: харіус, форець та таймень.

## Значення

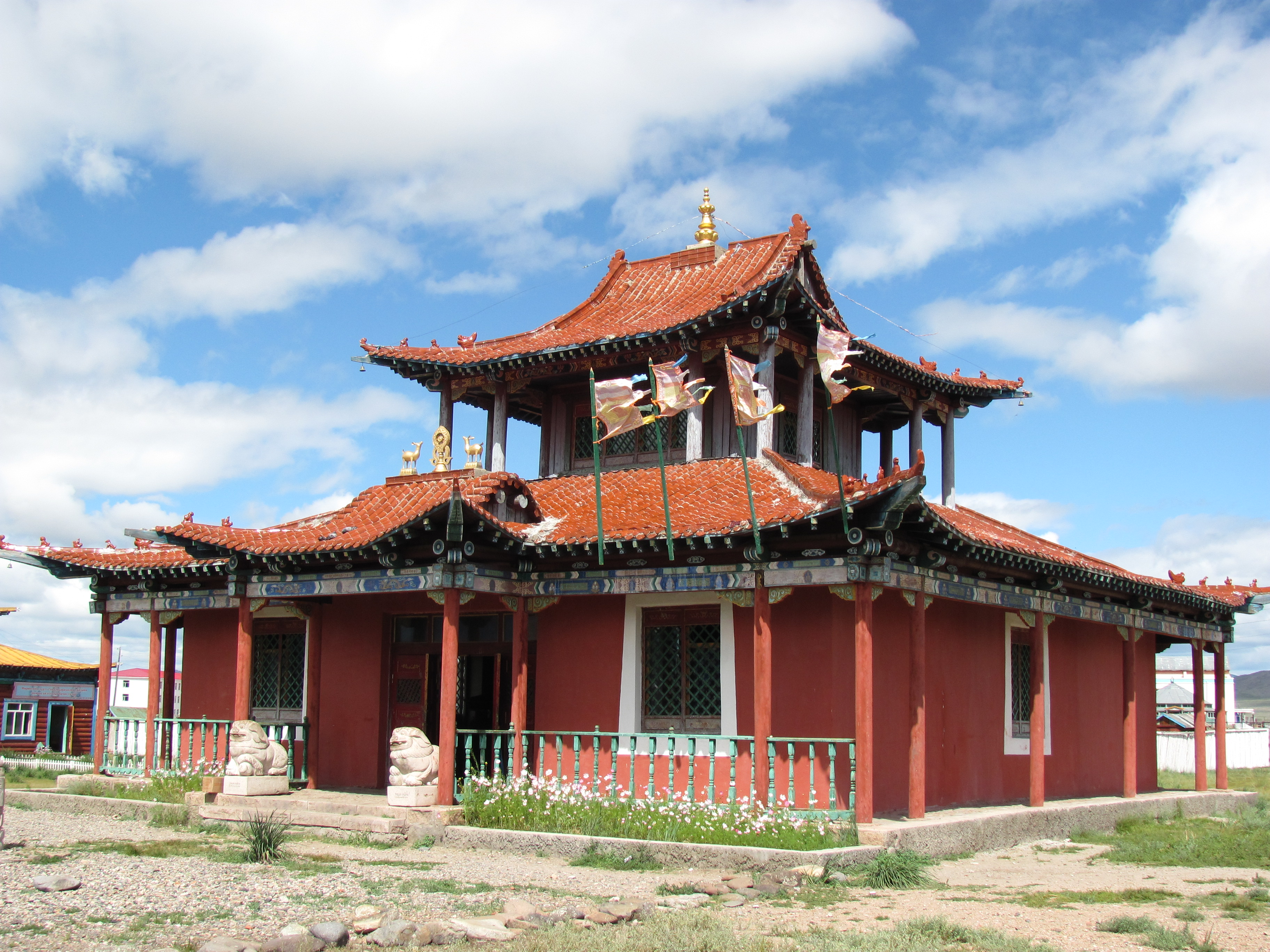
Монастир в Мурені

Мурен — назва ряду великих чи середніх річок у Прибайкаллі на монгольській та бурятській мові слово означає «велика повноводна річка». Муреном зазвичай називають річку, яка більш повноводна, ніж сусідні.